# Gordon Audley
Gordon Vernon Audley, född 20 april 1928 i Winnipeg, död 1 oktober 2012, var en kanadensisk skridskoåkare.
Audley blev olympisk bronsmedaljör på 500 meter vid vinterspelen 1952 i Oslo.